# Editorial Marco
Editorial Marco va ser una editorial catalana, situada a Barcelona i dedicada a la cultura popular (fulletons, còmics i àlbums de cromos) des de 1924. El seu nom deriva del del seu fundador, Tomás Marco Debón.

## Trajectòria editorial
Tomás Marco Debón, que anteriorment treballava a la Casa Editorial Vecchi, va iniciar una línia de revistes infantils, com La Risa Infantil (1925), Chiquitín (1925), Periquito (1927) o Rin tin Tin (1928), dirigides a sectors populars i caracteritzades per la mescla sense prejudici de materials de diferents procedències, quan no el plagi, i sempre a un preu baix (10 cèntims).
Ja en la següent dècada, va llançar Don Tito (1931), Cinema Aventures (1935) i PBT (1935). En la primera d'elles, es va donar a conèixer José María Canellas, qui va arribar a ser director literari i va escriure fulletons i guions de quaderns d'aventures, del dibuix de les quals es van encarregar Francisco Darnís (Los vampiros del aire) o Kevin Farrell.
Després de la Guerra Civil va imitar els productes d'Hispano Americana amb Gran Colección d'Aventuras Gràficas (1940), Heroicos Episodios de Historia de España (1943) i Cine Gràfico (1944).
Va aconseguir major èxit amb els còmics humorístics La Risa (1952) i Hipo, Monito y Fifí (1953), però aviat van entrar en crisi per la competència de l'Editorial Bruguera. En el terreny del quadern d'aventures, va provar amb Castor el Invencible (1951) i Alan Duff (1952), triomfant només en reprendre El Puma.

## Col·leccions de còmics
| Títol                                                                    | Any                                              | Autors                                                                                       | Exemplars                                  | Format    | Dimensions                                     | Periodicitat | Preu facial en pesetes                      |
| ------------------------------------------------------------------------ | ------------------------------------------------ | -------------------------------------------------------------------------------------------- | ------------------------------------------ | --------- | ---------------------------------------------- | ------------ | ------------------------------------------- |
| La Risa Infantil                                                         | 1925                                             | Diversos                                                                                     | 641? i 8 extraordinaris                    | Revista   | 35x25                                          | Setmanal     | 0,10                                        |
| Chiquitín                                                                | 1925                                             | Diversos                                                                                     | 570 i 6 extraordinaris                     | Revista   | 32x22                                          | Setmanal     | 0,10                                        |
| Periquito                                                                | 1927                                             | Diversos                                                                                     | 368 i 8 extres                             | Quadern   | 31x21                                          | Setmanal     | 0,10                                        |
| Rin-tin-Tín Davi y su fiel Roy (a partir del nº270)                      | 1930, 1960                                       | Diversos                                                                                     | 443 (1a edició), 269 (2a edició)           | Revista   | 35x24                                          | Setmanal     | 0,10                                        |
| Don Tito                                                                 | 1931                                             | Diversos                                                                                     | 117? i 2 extres                            | Revista   | 32x22                                          | Setmanal     | 0,10                                        |
| PBT                                                                      | 1935, 1948                                       | Diversos                                                                                     | 1ª època: 88? 2ª època:64?                 | Revista   | 1ª època: 35x25 2ª època:24x16                 |              |                                             |
| Cine-Aventuras                                                           | 1936                                             | Diversos                                                                                     | 52?                                        | Revista   | 39x28                                          | Setmanal     | 0,10                                        |
| Acrobática infantil                                                      |                                                  | Emilio Boix                                                                                  | 164?                                       |           | 16 x 22                                        |              |                                             |
| Narizan                                                                  | 1946                                             | Diversos                                                                                     | 171 i un extra                             | Quadern   | 15x21                                          | Setmanal     | 0,30, 0,35, 0,50                            |
| Red Dixon                                                                | 1947                                             | Joaquín Berenguer Artés (guió)/ Juan Martínez Osete (dibuix)                                 | 70 (1ª sèrie), 96 (2ª sèrie), 22 (3 sèrie) | Quadern   | 17x24                                          | Setmanal     | 3                                           |
| Biblioteca especial para niños (1ª època) Hipo, Monito y Fifí (2ª época) | 1948, 1953                                       | Emilio Boix, etc.                                                                            | 1ª època: 479? 2ª època: 114               | Revista   | 1ª època: 16x22 2ª època: 27x21                | Quinzenal    | 1ª època: 0,3, 0,35, 0,4, 0,5 2ª època: 3   |
| Castor el Invencible                                                     | 1951                                             | Joaquín Berenguer Artés (guió) i Juan Martínez Osete (dibuix)                                | 48                                         | Quadernet | 17 x 24                                        |              |                                             |
| Alan Duff                                                                | 1952                                             | Julio Vivas                                                                                  | 30                                         |           | 17 x 24                                        |              |                                             |
| La Risa                                                                  | 1952                                             | Diversos                                                                                     | 1ª època: 2ª època: 227? 3ª època:85?      | Revista   | 1ª època: 25x17 2ª època: 27x21 3ª època:26x21 | Quinzenal    | 1ª època: 1,30 2ª època: 1,40 3ª època: 3-4 |
| El Puma                                                                  | 1946 (1ª sèrie), 1952 (2ª sèrie), 1953 (3 sèrie) | Boixcar (1ª sèrie), Joaquín Berenguer Artés (guió) i Juan Martínez Osete (dibuix) (2ª sèrie) | 24 (1ª sèrie), 60 (2ª sèrie), 60 (3 sèrie) | Quadern   | 17 x 24                                        |              |                                             |

## Valoració
Per l'investigador Pedro Porcel, les editorials Ferma, Marco i Ricart constitueixen els paradigmes de les editorals modestes dels anys cincuanta, encaminades simplement a produir l'entreteniment demandat pel públic i sempre a rebuf de les més potents Bruguera, Valenciana i Toray.
Segons l'historiador Antonio Martín, "Marco representa l'esforç individual mantingut al llarg de molts anys, amb gran escassetat de mitjans, per romandre en un mercat cada vegada més competitiu."